# São Paulo Crystal Futebol Clube
São Paulo Crystal Futebol Clube, anteriormente conhecido como Lucena Sport Clube, é uma agremiação esportiva fundada na cidade de Lucena, litoral-norte do estado da Paraíba, que posteriormente mudou-se para a cidade de Campina Grande,  Cruz do Espírito Santo, e que atualmente localiza-se em Alagoa Nova.

## História

### Lucena Sport Clube
Um grupo de desportistas liderados por Severino da Costa Ramos ("Fofão") se reuniu na praça de esportes de Fagundes, em 10 de fevereiro de 2008, para oficializar a fundação do Lucena Sport Clube, contando com apoio de várias pessoas.
Na reunião, Severino Ramos sugeriu a criação de uma diretoria para a equipe, mas foi apenas em 2014 que a profissionalização do Lucena foi concretizada. A diretoria do "Tubarão" ficou assim:
- Presidente: Domício Leite de Melo
- Vice-presidente: Adila Andrezza
- Secretário: Walkécio Araújo

Após se profissionalizar, o clube foi confirmado para a disputa da 2ª Divisão, ficando no grupo do litoral, juntamente com Femar, Miramar e Spartax. Para o comando técnico, foi escolhido Suélio Lacerda, ex-jogador de São Paulo e Botafogo e ex-técnico de Treze, Campinense e Botafogo-PB.
Entre 2015 e 2016, por não ter conseguido a liberação do estádio Toscanão para realizar seus jogos na primeira ou na segunda divisão, o Lucena alternou entre João Pessoa e Campina Grande para as partidas como mandante.

### Troca de nome e cores
Em junho de 2017, por questões de patrocínio, passou a se chamar São Paulo Crystal Futebol Clube, depois que foi vendido a uma cachaçaria homônima, sediada na cidade de Cruz do Espírito Santo. A mudança foi oficializada pela FPF. As cores da agremiação também mudaram - saíram o amarelo e o azul, entraram o vermelho, o preto e o branco.
O nome da agremiação homenageia 2 clubes, o São Paulo e o Crystal Palace. O texto foi publicado no estatuto do São Paulo Crystal.
Usará o estádio Tomazão, em João Pessoa e principalmente o Carneirão, em Cruz do Espírito Santo, para a disputa dos campeonatos em que participa.

### Começo como São Paulo Crystal
O clube estreou com a sua nova identidade na Segunda divisão estadual de 2017. Avançou até as semifinais, onde as equipes que avançassem garantiriam vaga na primeira divisão de 2018. O tricolor enfrentou o Nacional de Patos, e com duas derrotas (2 a 1 fora de casa e 4 a 2 em seus domínios) foi eliminado da competição e adiou o sonho do retorno à divisão principal.
No ano seguinte, o São Paulo Crystal novamente conseguiu uma boa campanha na segundona, e mais uma vez alcançou as semifinais. Entretanto, o clube novamente bateu na trave na fase decisiva, desta vez tropeçando na outra grande equipe patoense: o Esporte. A partida de ida terminou empatada em 3 a 3, e a derrota tricolor por 3 a 1 na volta deu o acesso ao alvirrubro do sertão.
Em 2019, o clube foi para mais uma disputa da segunda divisão, e novamente com uma boa campanha na primeira fase, alcançou as fatídicas semifinais. Porém, desta vez, o SPC levou a melhor: Diante da Queimadense, o tricolor venceu os dois jogos, com um sonoro 3 a 0 na ida e um 2 a 0 na volta para assegurar o tão esperado retorno à elite estadual após 5 anos. Na final do campeonato, o SPC não conseguiu levar o título, após empatar em 2 a 2 e 0 a 0 contra o Sport Lucena (o clube alviverde venceu na regra do gol fora).

## Títulos
| Estaduais | Estaduais                              | Estaduais | Estaduais  |
|           | Competição                             | Títulos   | Temporadas |
| --------- | -------------------------------------- | --------- | ---------- |
|           | Campeonato Paraibano - Segunda Divisão | 1         | 2014       |

## Estatísticas

### Participações
|  | Participações em 2024 |

| Competição | Competição           | Temporadas | Melhor campanha     | Estreia | Última | P | R |
| Paraíba    | Campeonato Paraibano | 6          | 4º colocado (2021)  | 2015    | 2024   |   | 2 |
| Paraíba    | Segunda Divisão      | 6          | Campeão (2014)      | 2014    | 2025   | 2 |   |
| Brasil     | Série D              | 1          | 52° colocado (2022) | 2022    | 2022   | - |   |

### Temporadas
Legenda:
| Campeão Vice-campeão Eliminado na semifinal. | Rebaixado à divisão inferior. Campeão e promovido à divisão superior Promovido à divisão superior. |

## Técnicos

### Lucena SC (2014 a 2015)
- Suélio Lacerda (2014)
- Neto Maradona (2014)
- Nevada (2015)
- Ramiro Souza (2015)

### São Paulo Crystal (desde 2017)
- Severino Maia (2017)
- Jazon Vieira (2018)
- Índio Ferreira (2019)
- Wilton Bezerra (2020)
- Índio Ferreira (2020)
- Wilton Bezerra (2021)
- Ramiro Souza (2021)
- Ederson Araújo (2022)
- Bruno Araújo (2023)
- Robson Ferreira (2023, interino)
- Higor César (2023–)